# Kiyoshi Kurosawa
Kiyoshi Kurosawa (jap. 黒沢 清 Kurosawa Kiyoshi; ur. 19 lipca 1955 w Kobe) – japoński reżyser, scenarzysta i krytyk filmowy, wykładowca akademicki na Tokijskim Uniwersytecie Sztuki. Nie jest spokrewniony z reżyserem Akirą Kurosawą.
Przez długi czas specjalizował się w tworzeniu horrorów. Nakręcił m.in. Puls (2001) i Karę (2006). Gdy zaczął reżyserować poważne dramaty rodzinne, zyskał międzynarodowy rozgłos i status filmowego autora. 
Jego Tokijska sonata (2008) zdobyła Nagrodę Jury w sekcji „Un Certain Regard” na 61. MFF w Cannes oraz nagrodę za reżyserię na MFF w Mar del Plata. Późniejsza Wyprawa na brzeg (2015) przyniosła mu nagrodę za reżyserię w sekcji „Un Certain Regard” na 68. MFF w Cannes.
Laureat Srebrnego Lwa dla najlepszego reżysera na 77. MFF w Wenecji za film Żona szpiega (2020).

## Filmografia

### Filmy fabularne
- Kandagawa inran sensô (1983)
- Do-re-mi-fa-musume no chi wa sawagu (1985)
- Sweet Home (1989)
- Jigoku no keibiin (1992)
- Kuracja (1997)
- Charyzma (1999)
- Ôinaru gen'ei (1999)
- Puls (2001)
- Świetlana przyszłość (2003)
- Dopperugengâ (2003)
- Loft - służebnica śmierci (2005)
- Kara (2006)
- Tokijska sonata (2008)
- Real (2013)
- Seventh Code (2013)
- Journey to the Shore (2015)
- Creepy (2016)
- The Woman in the Silver Plate (2016)
- Zanim znikniemy (2017)
- Foreboding (2017)
- To the Ends of the Earth (2019)
- Żona szpiega (2020)
- Chime (2024)
- Serpent's Path (2024)
- Cloud (2024)